# بازی‌های مدیترانه ۱۹۹۳
بازی‌های مدیترانه ۱۹۹۳ (انگلیسی: 1993 Mediterranean Games) دوازدهمین دوره مسابقات بازی‌های مدیترانه است که از ۱۶ تا ۲۷ ژوئن ۱۹۹۳ در لانگدک-روسیون، فرانسه برگزار شده است. این بازی‌ها با حضور ۲٬۵۹۸ ورزشکار از ۱۹ کشور انجام شده است.

## ورزش‌ها
- تیراندازی با کمان  (جزئیات)
- دو و میدانی  (جزئیات)
- بسکتبال  (جزئیات)
- بوکس  (جزئیات)
- قایقرانی  (جزئیات)
- دوچرخه‌سواری  (جزئیات)
- سوارکاری  (جزئیات)
- شمشیربازی  (جزئیات)
- فوتبال  (جزئیات)
- گلف  (جزئیات)
- ژیمناستیک  (جزئیات)
- هندبال  (جزئیات)
- جودو  (جزئیات)
- کاراته  (جزئیات)
- روئینگ  (جزئیات)
- راگبی ۱۵ نفره  (جزئیات)
- قایقرانی بادبانی  (جزئیات)
- تیراندازی  (جزئیات)
- شنا  (جزئیات)
- تنیس روی میز  (جزئیات)
- تنیس  (جزئیات)
- والیبال  (جزئیات)
- واترپلو  (جزئیات)
- وزنه‌برداری  (جزئیات)
- کشتی  (جزئیات)

## کشورهای شرکت‌کننده
- آلبانی (21)
- الجزایر (116)
- بوسنی و هرزگوین (95)
- کرواسی (224)
- قبرس (58)
- مصر (57)
- فرانسه (413)
- یونان (256)
- ایتالیا (345)
- لبنان (41)
- مالت (10)
- موناکو (14)
- مراکش (149)
- سان مارینو (13)
- اسلوونی (149)
- اسپانیا (339)
- سوریه (35)
- تونس (60)
- ترکیه (217)

## جدول مدال‌ها
*   کشور میزبان ( فرانسه)
| رتبه            | کشور            | طلا | نقره | برنز | مجموع |
| --------------- | --------------- | --- | ---- | ---- | ----- |
| ۱               | فرانسه*         | ۸۳  | ۵۳   | ۵۶   | ۱۹۲   |
| ۲               | ایتالیا         | ۳۷  | ۴۴   | ۴۰   | ۱۲۱   |
| ۳               | ترکیه           | ۳۴  | ۲۰   | ۱۰   | ۶۴    |
| ۴               | یونان           | ۱۷  | ۲۵   | ۲۴   | ۶۶    |
| ۵               | اسپانیا         | ۱۳  | ۴۰   | ۳۳   | ۸۶    |
| ۶               | کرواسی          | ۹   | ۶    | ۱۹   | ۳۴    |
| ۷               | مراکش           | ۷   | ۷    | ۱۳   | ۲۷    |
| ۸               | الجزایر         | ۵   | ۶    | ۱۱   | ۲۲    |
| ۹               | اسلوونی         | ۵   | ۶    | ۸    | ۱۹    |
| ۱۰              | مصر             | ۴   | ۹    | ۱۶   | ۲۹    |
| ۱۱              | سوریه           | ۴   | ۲    | ۵    | ۱۱    |
| ۱۲              | بوسنی و هرزگوین | ۲   | ۰    | ۱    | ۳     |
| ۱۳              | تونس            | ۱   | ۱    | ۸    | ۱۰    |
| ۱۴              | آلبانی          | ۰   | ۲    | ۰    | ۲     |
| ۱۵              | قبرس            | ۰   | ۱    | ۲    | ۳     |
| ۱۶              | سان مارینو      | ۰   | ۱    | ۰    | ۱     |
| ۱۷              | مالت            | ۰   | ۰    | ۱    | ۱     |
| مجموع (۱۷ کشور) | مجموع (۱۷ کشور) | ۲۲۱ | ۲۲۳  | ۲۴۷  | ۶۹۱   |